# 加拉帕戈斯·唐福斯托象龟

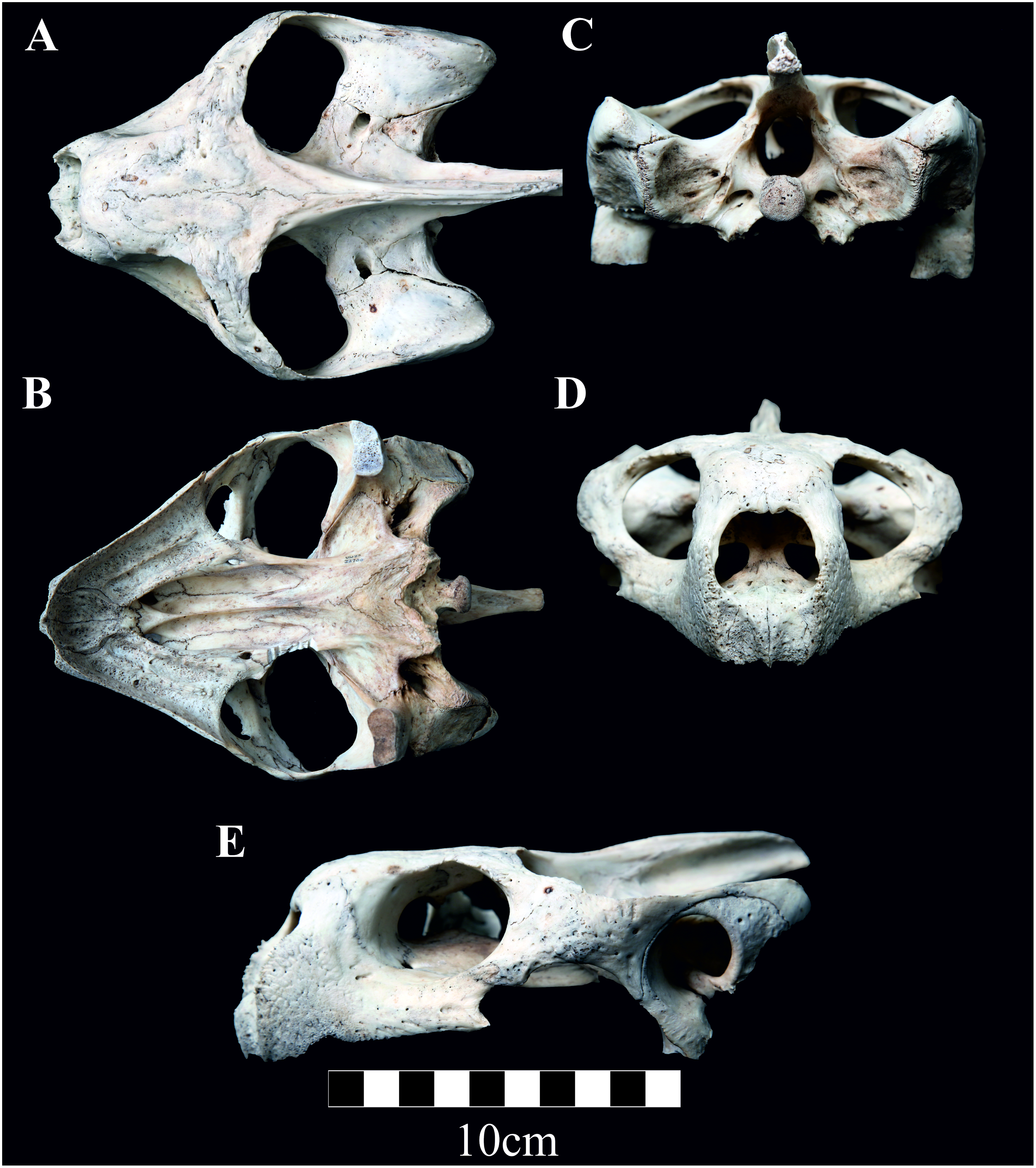
头骨的六个视图

唐福斯托氏象龟（学名：Chelonoidis donfaustoi，俗称东圣克鲁斯岛象龟），是一种生活在加拉帕戈斯境内的聖克魯斯島上的加拉帕戈斯龟类。2015年以前，人们一直将此龟种归类于加拉帕戈斯象龟圣克鲁斯岛亚种。

## 分类
直到2015年，人们依据其在遗传学和形态学资料研究的基础上，才将加拉帕戈斯·唐福斯托象龟重新划分为一个新龟种。 从遗传学角度上分析，唐福斯托象龟与其它龟种不同之处在于其具有12个微衛星位点的等位基因频率，而这种基因特点能将其分布于不同基因簇。 另外，在核苷酸基因上，唐福斯托象龟（C. donfaustoi）与加拉帕戈斯象龟圣克里斯托瓦尔岛亚种（C. chathamensis）和来自本岛的加拉帕戈斯象龟圣克鲁斯岛亚种（C. porteri）也有所不同。
该龟种的重新划分，将加拉帕戈斯象龟圣克鲁斯岛亚种的存在范围缩小到了圣克鲁斯岛的西部及西南部地带。 与此同时，也将唐福斯托象龟的生活领域圈限于本岛的东部地区，龟群数量约为250只。
该物种的学名之所以叫做唐福斯托，是为了纪念加拉帕戈斯国家公园园长福斯托·列雷纳·桑切斯（Fausto Llerena Sánchez），他花了43年致力于巨型龟的保护工作。福斯托先生是圈养濒危龟种的重要保护者。
加拉帕戈斯·唐福斯托象龟是迄今在该岛屿上发现的第十五个已知龟种，其中四个龟种濒临灭绝。  100多年来，这是首次一种新龟种的分类。

## 外貌
尽管与其它南美象龜有相似之处，但人们还是可以从龟壳的大小以及形状识别出加拉帕戈斯·唐福斯托象龟。 与加拉帕戈斯唐福斯托象龟（C. donfaustoi）相比，其它一些加拉帕戈斯象龟身形稍大，且具有较高的前开壳。